# 天义镇
天义镇，是中华人民共和国内蒙古自治区赤峰市宁城县下辖的一个乡镇级行政单位。

## 行政区划
天义镇下辖以下地区：
站前社区、天北社区、天南社区、河东社区、京南社区、京北社区、五间房社区、沙坨子社区、苏木皋社区、城北社区、滨河社区、花园社区、长青社区、友谊社区、兴隆社区、金宇社区、泰和社区、祥盛社区、包古鲁村、小河沿村、富家窝铺村、孤山子村、南山村、敖海营子村、岗岗营子村、唐家窝铺村、桲椤树村、巴林营子村、大新地村、石桥子村、马连吐村、大马架子村、南城村、铁匠营子村、南窝铺村、红庙子村和步登皋村。